# Gare de Blonville-sur-Mer - Benerville

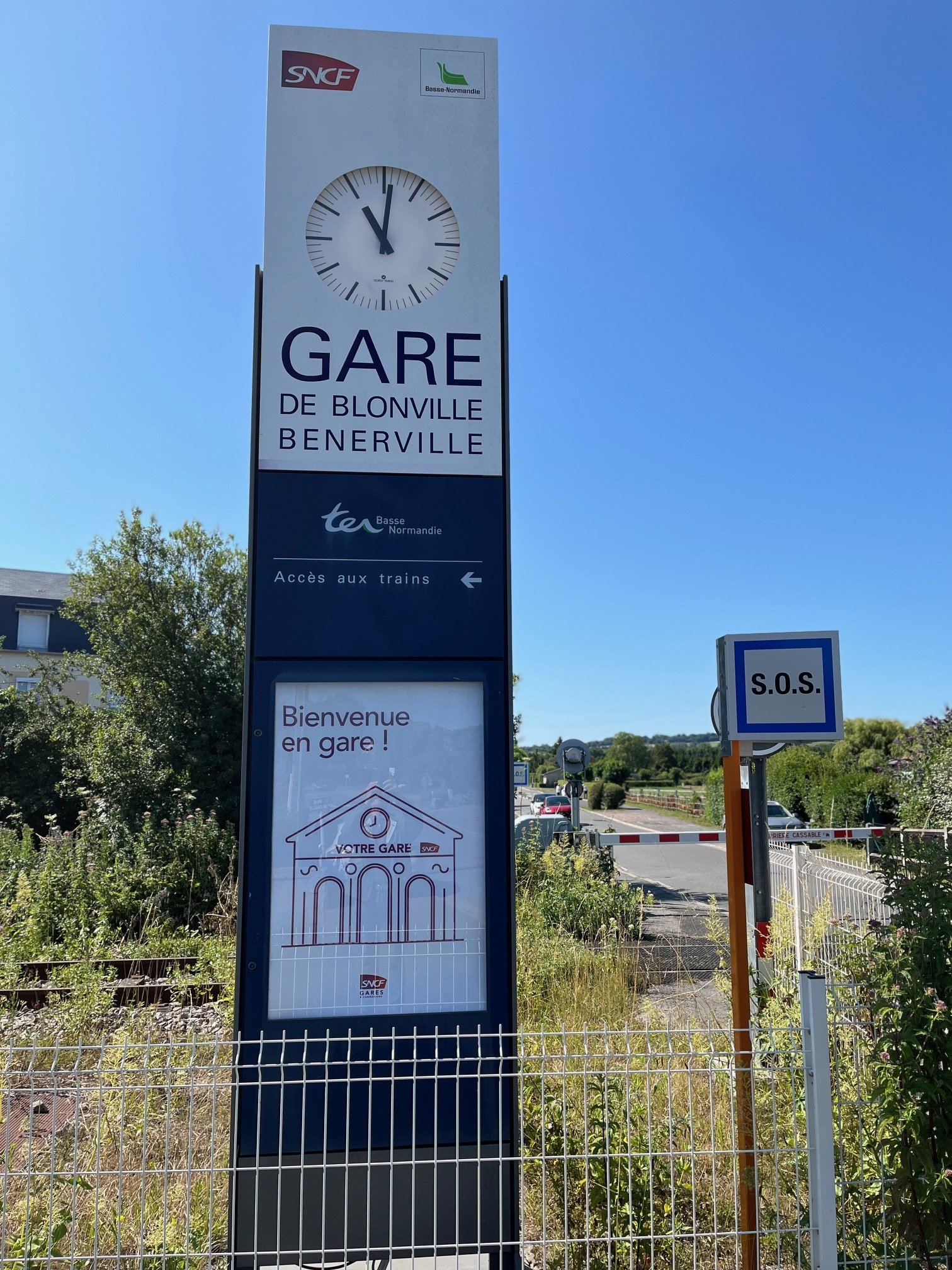

La gare de Blonville-sur-Mer - Benerville est une gare ferroviaire française de la ligne de Mézidon à Trouville - Deauville, située sur le territoire de la commune de Blonville-sur-Mer, à proximité de Benerville-sur-Mer, dans le département du Calvados, en Normandie.
C'est une halte ferroviaire de la Société nationale des chemins de fer français (SNCF), desservie par des trains TER Normandie.

## Situation ferroviaire
Établie à 5 mètres d'altitude, la gare de Blonville-sur-Mer - Benerville est située au point kilométrique (PK) 42,377 de la ligne de Mézidon à Trouville - Deauville entre les gares ouvertes de Villers-sur-Mer et Trouville - Deauville.

## Histoire

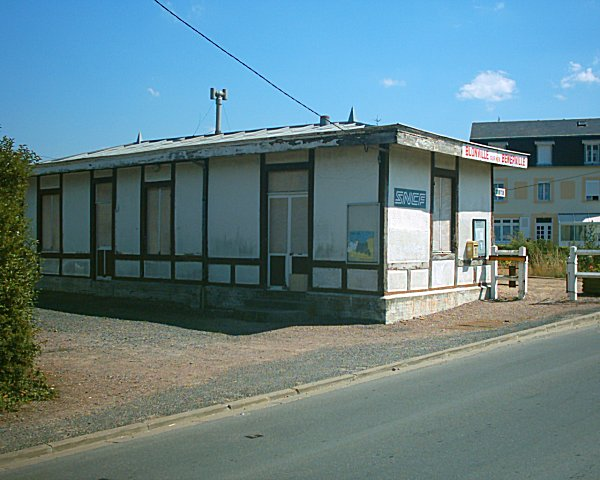
L'ancien bâtiment voyageurs avant sa destruction.

La gare est ouverte en 1882. Son bâtiment voyageurs est rasé en 2007.

## Fréquentation
De 2015 à 2023, selon les estimations de la SNCF, la fréquentation annuelle de la gare s'élève aux nombres indiqués dans le tableau ci-dessous.
| Année     | 2015  | 2016  | 2017  | 2018  | 2019  | 2020  | 2021  | 2022  | 2023  |
| --------- | ----- | ----- | ----- | ----- | ----- | ----- | ----- | ----- | ----- |
| Voyageurs | 1 977 | 1 978 | 2 020 | 1 927 | 2 404 | 1 398 | 1 864 | 2 498 | 2 996 |

## Service voyageurs

### Accueil
Halte SNCF, c'est un point d'arrêt non géré (PANG) à entrée libre.

### Desserte
Blonville-sur-Mer - Benerville est desservie par les trains TER Normandie qui effectuent des missions entre les gares de Trouville - Deauville et Dives - Cabourg.